# Rituális alapkő

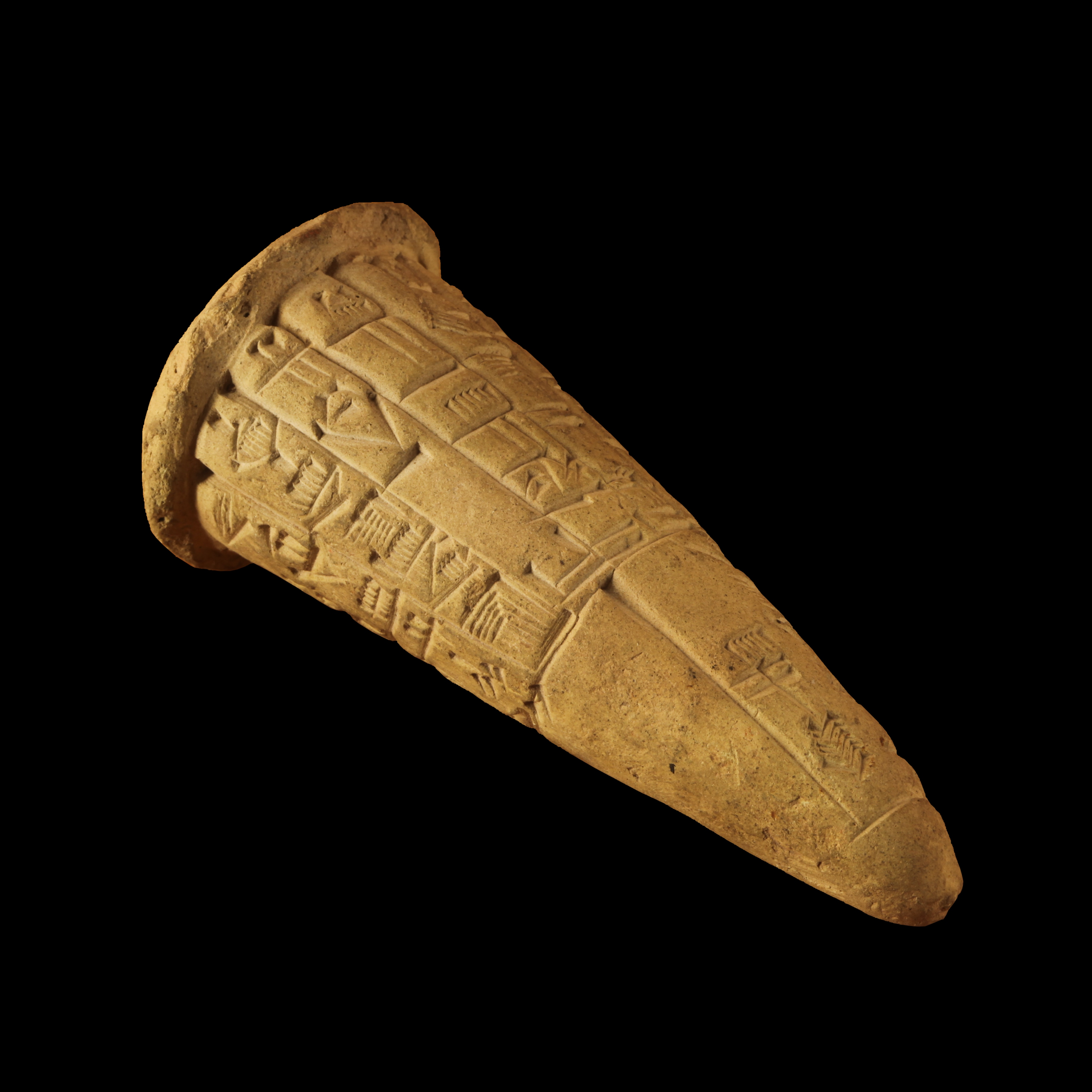
Az Éninnu alapító dokumentuma Gudea idejéből

A rituális alapkő (vagy alapító dokumentum) szertartásos elhelyezése olyan ma is élő hagyomány, amelyet a kora ókori Mezopotámiában a sumerek kezdtek el az építkezéseknél alkalmazni.

## Leirása
Az új épületek – elsősorban a templomok, paloták és egyéb szakrális építmények esetén – az építkezés megkezdése előtt egy szertartás keretében alapkövet helyeztek el. Az „alapkő” általában agyagból készült és feliratok borították. A feliratok kezdetben fogadalmi felajánlásokra vonatkoztak az építkezés sikeres befejezése esetére és azt, hogy kinek szentelték az építményt. Később a tematika kibővült mágikus formulákkal, amelyek az épület védelmét voltak hivatva ellátni, illetve az épületet építtető prominens személy – általában a lugal – személyes érdemei kerültek felsorolásra.
A rituális alapkövekben egyetlen közös van, hogy ékírásos feliratok vannak rajta. De már a feliratok tematikája is különböző, maga az alapkő is változó anyagú (általában agyag) és változó formájú (kúp, henger, kónuszos henger, tábla, lap, tömb). Az alapkő egyes változatai – főleg a kúp alakú – később a szögmozaik kialakulásához vezettek.

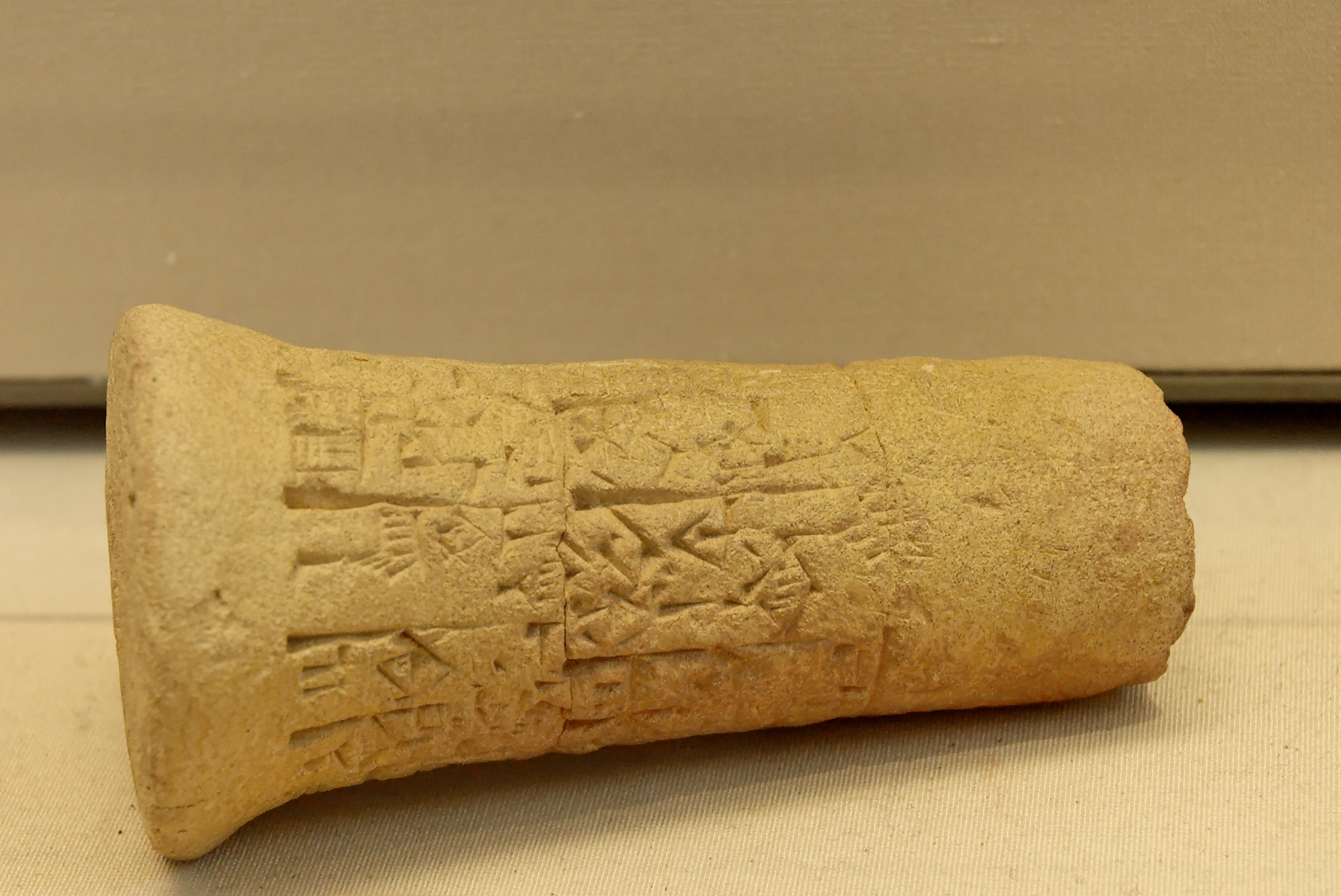
Entemena alapító dokumentuma Girszuból

### Az Éninnu alapító dokumentuma
A Gudea által Ninurtának szentelt Éninnu templom alapító dokumentumán szereplő írás fordítása:
"Enlil hatalmas hőse, Gudea királya, Lagas hercege, megcselekedte, amit tennie kellett: Felépítette Ninurtának Éninnu templomát és ezzel újraélesztette ezt a ragyogó viharmadarat."

### Enannatum
I. Enannatum lagasi uralkodó alapító dokumentumai közül egy tábla, amelyet homokkőbe faragtak, ezért a jelformák nem az ékírásban megszokottak, hanem az abban korban már archaizálónak számító piktografikusak:
| kép | átírás | fordítás |
| --- | --- | --- |
|     | 1. dinanna 2. nin kur-kur-ra 3. en-an-na-tum2 4. en-si2 5. la-gaški 6. ša3 pa3-da 7. dnanše 8. ensi2 gal 9. dnin-gir2-su2-ka 10. mu du10 sa4-a 11. dinanna-ka 12. dumu tu-da 13. dlugal-uru11ki-ka 14. dumu a-kur-gal 15. ensi2 16. lagaški-ka 17. šeš ki-ag2 18. e2-an-na-tum2 19. ensi2 20. lagaški-ka-ke4 21. dinanna-ra 22. eb-gal mu-na-du3 23. e2-an-na 24. kur-kur-ra mu-na-diri 25. ku3-sig17 ku3-babbar2-ra 26. šu mu-na-ni-tag 27. mu-ni-tum2 28. en-an-na-tum2 29. lu2 inim-ma se3-ga 30. dinanna-ka 31. dingir-ra-ni 32. dšul-\|MUŠ×PA\| 33. nam-ti 34. en-an-na-tum2 35. ensi2 36. lagaški-ka-še3 37. u4 ul-la-še3 38. dinanna-ra 39. eb-gal-la 40. kiri3 šu he2-na-še3-gal2 41. u4 ul pa e3-a 42. ensi2-bi 43. ku-li-mu ḫe2 | 1. Inanna 2. minden föld úrnője 3. Enannatum 4. (az) uralkodó 5. Lagasban 6. (akit) szívéből választott 7. Nanse 8. (az) uralkodók főnöke 9. Ningírszuból 10. meghívott egy jó név 11. Inannától 12. fiút nemzett 13. Lugalurubtól 14. Akurgal fiától 15. uralkodó 16. Lagasban 17. szeretett testvér(e) 18. Éannatum(nak) 19. (aki) uralkodó (volt?) 20. Lagasban 21. Inannának 22. ő építette a nagy Ovál(is templomot) 23. (és) Éanna 24. minden földnél nagyobbá tette 25. arannyal és ezüsttel 26. ő díszítette neki 27. és ő rendezte be neki 28. Éannatum 29–30. egy férfi (aki) Inanna szavának alattvalója 31. aki az ő istene 32. […] (isten) 33–34. Éannatum életének 35. (aki) uralkodó 36. Lagasban 37. voltak távoli napjai 38. Inannának 39. a nagy Ovál(templom)ban 40. hódolatát kifejezve (mondja) 41. ő (aki) ragyogóvá tette (a templomot) a távoli napokon 42. hogy uralkodjon 43. valóban |